# Bonifacio Vitalini
Bonifacio Vitalini, latinizzato come Bonifacius de Vitalinis (Mantova, 1320 circa – Avignone, 1389 circa), è stato un giurista e presbitero italiano del XIV secolo.
L'attribuzione delle sue opere è stata messa in dubbio.

## Biografia
Nacque a Mantova intorno al 1320. Dopo aver completato gli studi di diritto all'Università di Padova, fece ritorno nella sua città natale dove iniziò ad esercitare il diritto penale. Rinunciò improvvisamente alla carriera, entrando nell'Ordine sacro e lasciando la città con l'intenzione di non farvi ritorno. 
Nel 1350, tuttavia, tornò come rettore della Chiesa di San Martino e vicario del vescovo. Due anni dopo si trasferì ad Avignone, dove ricoprì vari incarichi di primo piano. Ricevette una cattedra e gli fu dato il privilegio di concedere il dottorato; fu nominato protonotario apostolico, avvocato del Concistoro, fiscale della Curia romana e infine uditore della Sacra Rota.
Morì ad Avigone intorno al 1389. Tutti i trattati che gli sono stati attribuiti furono pubblicati postumi. L'attribuzione delle opere di Vitalini è stata messa in dubbio, già a partire dall'Ottocento, in favore del giureconsulto mantovano Bonifacio Antelmi, di poco precedente, e altri autori.

## Opere
(tradizionalmente attribuite)
- Super maleficiis, Milano, 1505 (riediz. Venezia, 1518, 1559, 1584; Lione, 1558; Francoforte, 1600 e 1604), sulla procedura penale. 
  - (LA) Super maleficiis, Venezia, Filippo Penzi, 1518.
- Un commento alle Clementinae intitolato Comentarii in Constitutiones Clementis Papae V in alma Avenionensi universitate editi, Lione, 1522; di Bonifacio Ammannati.[4]
- Solemnis ac perutilis tractatus de modo procedendi contra apostatas, Venezia, 1556.
- Tractatus, qui casus respirat speciale mandatum, Zurigo, 1584.